# European Youth Forum
Pour les articles homonymes, voir FEJ.
 (juillet 2016).
Si vous disposez d'ouvrages ou d'articles de référence ou si vous connaissez des sites web de qualité traitant du thème abordé ici, merci de compléter l'article en donnant les références utiles à sa vérifiabilité et en les liant à la section « Notes et références ».
Le Forum européen de la jeunesse ou FEJ (en anglais, European Youth Forum) est une organisation internationale créée par des conseils nationaux de jeunesse et des organisations internationales non gouvernementales de jeunesse pour représenter les intérêts des jeunes de toute l'Europe. C'est la plate-forme jeunesse qui en Europe représente les organisations de jeunesse auprès des organisations internationales - principalement en Europe auprès de l'Union européenne et du Conseil de l'Europe mais aussi des Nations unies. Le Forum fait le lien entre les opinions des jeunes et les décideurs publics. Le Forum européen de la jeunesse est composé de 93 membres : conseils nationaux de jeunesse et organisations internationales non gouvernementales de jeunesse qui regroupent des millions de jeunes à travers le continent européen.